# Vergil Chițac
Vergil Chițac (n. 10 septembrie 1962, Istria, Constanța, România) este un ofițer de marină retras și politician român. Până la începutul anului 2016 rectorul Academiei Navale „Mircea cel Bătrân”, iar în 2016 s-a retras din Marină cu grad de contraamiral, s-a înscris în Partidul Național Liberal (PNL) și a candidat la funcția de primar al Constanței la alegerile locale din 2016, fără a fi ales. În decembrie 2016, a fost primul în lista de Senat a aceluiași partid pentru alegerile legislative, și a fost ales senator de Constanța.
În septembrie 2020, a candidat din nou la alegerile locale din partea PNL pentru funcția de primar al Municipiului Constanța, reușind să câștige, fiind urmat în preferințele electoratului de Stelian Ion, din partea USR-PLUS, în timp ce primarul în funcție, Decebal Făgădău, din partea PSD, a ieșit pe locul 3.

## Educație:
În perioada septembrie 1981 - iunie 1986 a urmat cursurile Universității din Galați, Facultatea de Nave, cu specializarea Arhitectură navală. În perioada 1992-1999 a urmat cursuri doctorale în specializarea Hidromecanică Navală și Structuri Navale tot în cadrul Universității din Galați. În anul 1999 și-a susținut teza de doctorat cu titlul „Comportarea pe mare agitată a navelor multicocă” și a obținut titlul de doctor inginer. Vergil Chițac este absolvent al cursului postuniversitar de perfecționare „Probleme actuale ale securității naționale”  și este expert atestat în geostrategie și geopolitică. În aprilie 2016 Universitatea „Angel Kanchev” din Ruse i-a conferit distincția de Doctor Honoris Causa.

## Carieră
În perioada 1986-1987, amiralul(r) Vergil Chițac a efectuat un stagiu la bordul unor nave dragoare din compunerea Marinei Militare Române. Începând cu 1986, a devenit Asistent Universitar Ing., funcție pe care a ocupat-o până în anul 1990, când a fost numit Șef Lucrări Universitar Ing. Între 2000-2009 a fost de Conferențiar Universitar Dr. Ing în cadrul Academiei Navale „Mircea cel Bătrân”, iar apoi a devenit Profesor Universitar Dr. Ing (din 2009). A fost Decanul Facultății de Marină Civilă între anii 2000-2001 și 2003-2004, Prorector pentru Învățământ (2004-2010), iar din 2010 până în 2016 a fost Rectorul Academiei Navale „Mircea cel Bătrân”. Vergil Chițac a fost ales pentru al doilea mandat de Rector cu 93% din voturi. Ca rector a administrat un patrimoniu de 100 milioane de euro și a dat bun de plată pentru 60 milioane de euro. Nu au fost semnalate nereguli în gestiunea acestui patrimoniu.

## Carieră politică
Președintele României, Klaus Iohannis, a semnat în 28 ianuarie decretul privind trecerea în rezervă a contraamiralului de flotilă cu o stea, Vergil Chițac, începând cu 1 februarie 2016. Vergil Chițac a renunțat la funcția de Rector al Academiei Navale „Mircea cel Bătrân” și a devenit președintele Partidului Național Liberal, filiala Constanța. Vergil Chițac nu a făcut politică până în aprilie 2016 când și-a depus candidatura la funcția de Primar al Constanței. În 2020 a fost ales primar al Constanței din partea PNL.

## Viață personală
Vergil Chițac este căsătorit din 1984 și are doi copii. Alături de Asociația Civică „Pentru Constanța” a contribuit la organizarea unor evenimente sociale și culturale din Constanța în 2014-2016. Unul dintre evenimente a fost Tall Ships Regata din 2014 și 2015.